# Метрика литовская и коронная

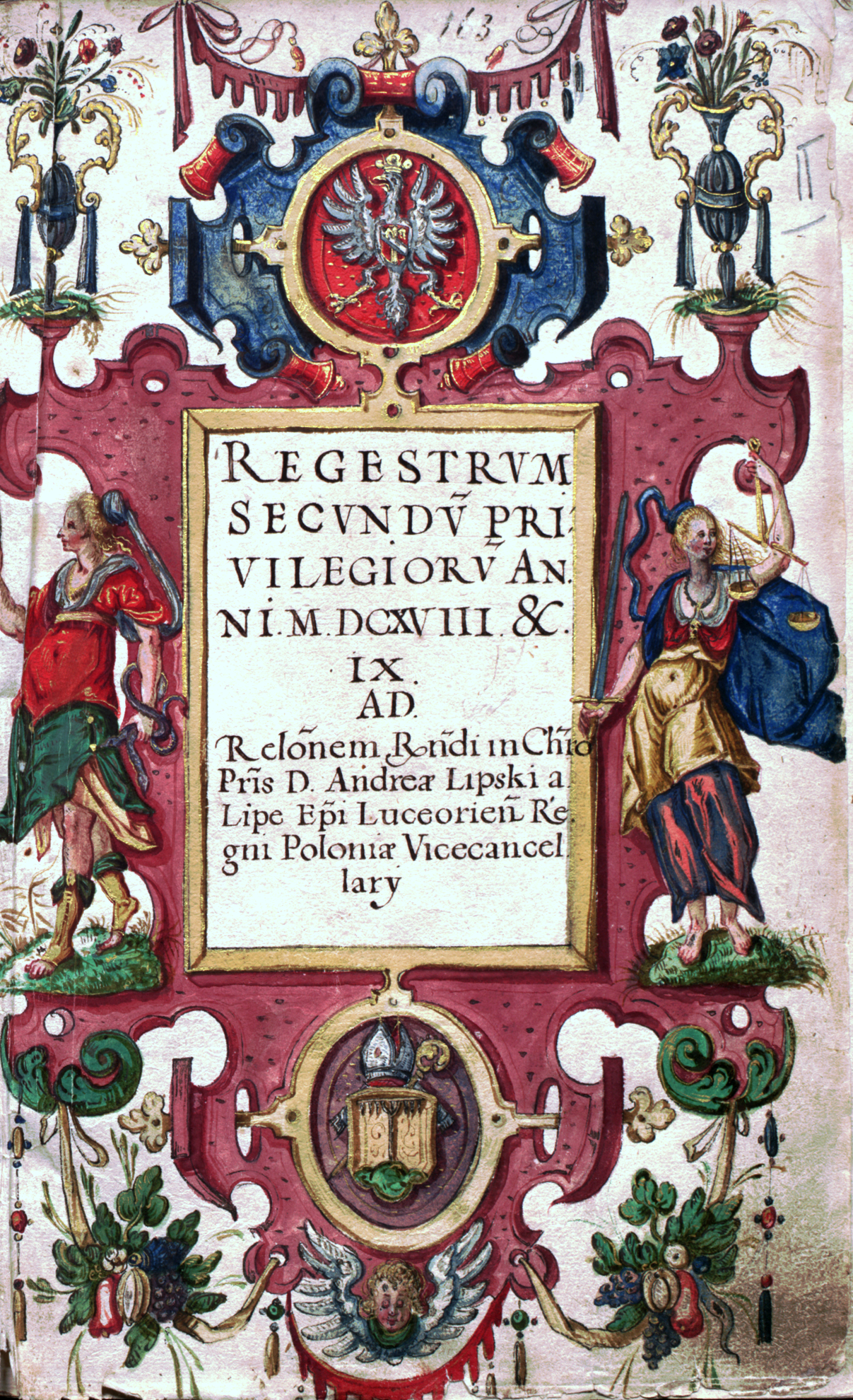
Реестр записей Коронных метрик под канцлерством Анджея Липского в 1618-1619 годах

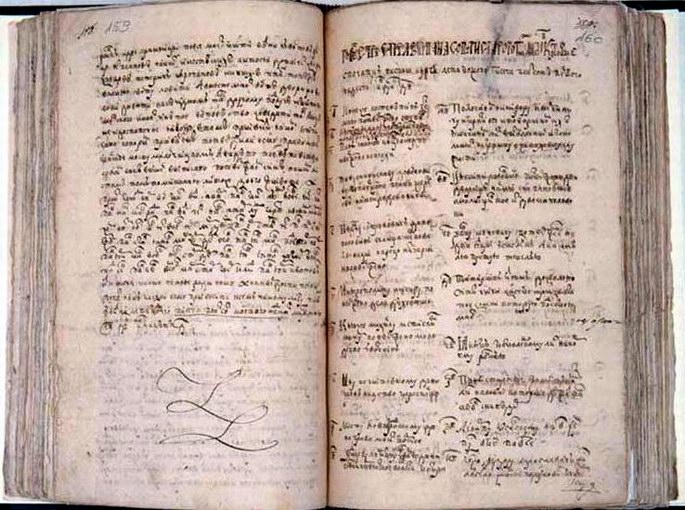
Литовская метрика 1511-18 гг. из канцелярии великого канцлера литовского Миколая Радзивилла, написанная на русинском языке.

Метрика литовская и коронная — государственный архив Великого княжества Литовского и Царства Польского.
Metryka magni ducis Lithuaniae заключала в себе все акты, издававшиеся от имени великого князя литовского; акты и грамоты, издававшиеся от имени короля польского, хранились отдельно и составляли метрику коронную — metryka koronna. Архивы эти разделялись на две части: метрику большую (metryka major), находившуюся в заведовании канцлера — польского или литовского по принадлежности, и метрику меньшую (metryka minor), находившуюся в заведовании подканцлера. Полная литовская метрика состоит из 566 томов in folio, обнимающих документы с 1386-го по 1794 год; коронная метрика заключает в себе акты с XIII по XVIII столетие. Кроме актов, издававшихся от имени великого князя литовского и короля польского, метрика заключает в себе массу документов частноправового характера: судебных решений, завещаний и т. п., а также дипломатических актов.
До начала XVI века литовский архив находился в Трокском замке, где имел пребывание великий князь литовский. Во время его разъездов с ним ездили писарь и дьяк, которые вели реестры актам, издававшимся в это время, и по возвращении в место нахождения архива заносили их в книги.
С начала XVI века до 1765 года литовская метрика находилась в Вильно. Метрика коронная до 1765 года велась одновременно в Кракове, где хранились подлинные дипломатические документы, и в Варшаве. При разъездах короля с ним возили часть метрики, необходимой для текущих дел; в 1444 года в битве под Варной турки отбили часть обоза, где она находилась. Важное значение метрики сознавалось и в то время; конституция петроковского сейма 1538 года определяла, чтобы книги метрики велись аккуратно и заботливо сохранялись. В 1551 году польский историк Мартин Кромер составил опись подлинным грамотам, хранившимся в литовской метрики; опись эта находится в московском архиве министерства иностранных дел, самые же грамоты утрачены. В конце XVI столетия была ещё раз произведена опись литовской метрики неизвестным лицом. В 1594 году великий канцлер Литовский Лев Сапега издал распоряжение о переписке наново всех книг метрики, что и было исполнено. В 1641 году королевские секретари Довгялло-Завиша и Райский произвели новую ревизию литовской метрики В царствование Яна II Казимира татары под Зборовым ограбили часть обоза, где находился архив; в 1655 году при взятии Вильно русскими войсками пропала часть метрики. В то же царствование метрики захватили и шведы, но часть её вернули в 1659 году по Оливскому трактату, другая же часть затонула в Балтийском море.
Около 1765 года литовская метрика была переведена в Варшаву и составила часть секретного архива, слившись с метрикой коронной. Здесь в 1773 году часть литовской метрики, с 1386-го по 1551 год, была переписана латинскими буквами. В 1786 году известный польский историк А. С. Нарушевич привёл часть метрики в порядок. Коронная метрика также была описываема неоднократно (1551, 1585, 1613, 1676, 1682, 1730, 1760, 1767 гг.). После взятия в 1794 году А. В. Суворовым Варшавы весь архив был перевезён в Петербург. В 1796 году Екатерина II повелела образовать комиссию для разбора метрики. К маю 1798 года комиссия кончила свои занятия и разделила метрику на две части. Одна из них, в которой были собраны документы, относящиеся к внешним делам Польского королевства и Великого княжества Литовского, была передана в комиссию иностранных дел, а оттуда в 1828 году переведена в Москву, в главный архив министерства иностранных дел. Другая часть, составленная из документов, касающихся внутреннего управления, была передана в III департамент сената. В 1799 году часть этой метрики была передана Пруссии, а в 1807 году передана Великому герцогству Варшавскому; теперь эти документы хранятся в главном варшавском архиве.
В 1803 году утверждено положение об «экспедиции метрики присоединённых провинций». Метрикант и его помощник обязаны были хранить дела, давать выписки из актов частным лицам, свидетельствовать предъявляемые документы и удостоверять правильность копий с актов, со взятием определённых пошлин. В 1835 году была образована министром юстиции Д. В. Дашковым комиссия для упорядочения дел метрики.
В 1887 году метрика переведена в Москву в архив министерства юстиции (см. «Вестник Европы», 1875, № 5). Таким образом метрика разбилась между несколькими учреждениями — московским архивом министерства юстиции, московским главным архивом министерства иностранных дел, Императорской Публичной библиотекой (куда в 1809 г. отошли редкие рукописи), Румянцевским музеем и варшавским главным архивом; это очень затрудняет пользование ею. Между тем, в ней собрана масса документов, рисующих картину внутреннего состояния Литвы и Польши за много столетий. Кроме исторического значения, документы эти часто имеют юридический интерес, так как только в них частные лица могут найти доказательства для своих претензий к казне, на основании жалованных грамот королей польских и великих князей литовских. 
Издание метрики, находившейся при сенате, было предпринято метрикантом Земверовичем, но не было доведено до конца. Первый том этого издания вышел в Петербурге в 1883 году, под заглавием: «Литовская метрика». В этом издании напечатан целиком акт «Унии» Люблинского сейма 1569 года, подлинный экземпляр которого хранится в Москве. Подробное описание литовской метрики сделано метрикантом Пташицким («Описание книг и актов литовской метрики», СПб., 1887; ср. «Вестник Европы», 1887 г., № 12), с предисловием, в котором автор передаёт историю архива. Отдельные части метрики появлялись в печати в «Актах Западной России» (1845), «Актах для истории южной и западной России» (1860) и изданиях временной комиссии для разбора древних актов в Киеве в 40-х гг. В «Русском Историческом Сборнике» (1838, кн. 1) князь Оболенский, директор московского архива министерства иностранных дел, издал часть метрики за 1506 год; он же издал «Книгу посольскую метрики Великого княжества Литовского 1545—1572 гг.» (Москва, 1843), в виде предисловия к которой написана Даниловичем история коронной и литовской метрики В «Русской Вивлиофике» Полевого за 1833 году князь Оболенский поместил ряд актов из литовской метрики по варшавской копии. Некоторые документы напечатаны в «Вестнике Западной России» за 1869 и 1870 годах, в «Чтениях в Обществе Истории и Древностей Российских» за 1861 год (Реестр казацких дел), в «Памятной книжке Ковенской губернии на 1861 г.» (Устава земли Жомойтской, 1529 г.). Профессор варшавского университета Ф. И. Леонтович подготовил к печати свыше 750 актов за время с 1413 по 1507 год по варшавской копии литовской метрики.
Отдельные издания описаний литовской метрики: Корсак, «Хронологический указатель документов, хранящихся в литовской метрики за время с 1511 г. по 1749 г. на право владения вотчинами»; «Cesarska biblioteka publiczna i Metryka litewska w Petersburgu» (Краков, 1884); A. Prochaska, «Materyały archiwalne, wyjęte głòwnie z Metryki litewskiej od r. 1348—1607» (Львов, 1890; ср. «Вестник Славянства» Качановского за 1891 г.); Бандтке и Гербурт, «Подробное описание Варшавского Архива» (Варшава, 1840); Fr. Radziszewki, «Wiadomość historyczno-statystyszna o znakomitych bibliotekach i archiwach publicznych i prywantych» (Краков, 1875). Литовская метрика, находящаяся в архиве министерства юстиции в Москве, на основании распределения, сделанного комиссией 1835 году, делится по содержанию на 12 отделов.
С 1835-го по 1838 год литовская метрика оставалась недоступной для посторонних исследователей. В 1838 году в метрике получила доступ археографическая комиссия, в лице своих сотрудников, сначала Григоровича, потом Н. Костомарова. С того времени многие русские и иностранные учёные нашли в метрике массу материала для своих работ. Таковы, например, Владимирский-Буданов («Немецкое право на Литве», СПб., 1869), Костомаров («Падение Речи Посполитой»), Голубев («Петр Могила»), Любович («История реформации в Польше»), Барбашев («Витовт и его политика до 1410 г.»), Устрялов («Князь А. Курбский»), Бреверн («История Остзейского края»), Березин и Мухлинский (исследование о татарах), Бунге (для изд. «Liv-Esth- und Curländ. Urkundenbuch»), Стецкий (для нумизматики), профессор Каро (для истории Польши), Гильдебрант (продолжение изд. Бунге), Прохаска (История Великого княжества Литовского и биография Витовта), профессор Бершадский (для истории евреев на Литве). Ср. Иконников, «Опыт русской историографии» (Киев, 1891—1892); «Памятная книжка Московского Архива Министерства Юстиции за 1890 г.».